# Нейре Нейир
Нейре Нейир е псевдоним на Мюнире Еюп, смятана за първата османска актриса. Неин съпруг е актьорът и режисьор Мухсине Ертугрула.

## Биография
Родена е през 1902 г. в Цариград. Завършва местния педагогически лицей за момичета. След това постъпва в американския колеж за момичета, който обаче не завършва. По време на обучението си в колежа посещава театрален клуб.
През 1929 г. се омъжва за актьора и режисьор Мухсине Ертугрула.
През октомври 1942 година постъпва в болница поради силна болка в гърдите. Умира от болест на сърцето на 13 февруари 1943 г. Погребана е в гробището Зинджирликуа.

## Професионална кариера
През 1923 г. участва във филма „Огнената риза“, заснет от бъдещия ѝ съпруг Мухсине Ертугрула. Филмът е създаден по мотиви от едноименния роман на Халиде Едип, чието действие се развива по време на войната за независимост на Турция. Едип, която е участвала във войната за независимост, заявява, че ще се съгласи да бъде създаден филм по нейното произведение, при условието, че главната роля бъде изиграна от туркиня. По време на съществуването на Османската империя на мюсюлманките е забранено да се снимат във филми поради религиозни ограничения. Заради тази забрана всички женски роли във филмите, създадени в този период, са изигравани от християнки или еврейки.
За главната роля на „Огнената риза“ е избрана Бедия Мувахит, близка на режисьора Мухсина Ертугрула. За да намерят актриса за поддържащата женска роля е пусната обява във вестник. Единствената, която откликва на нея, е Мюнире Еюп. По време на снимките използва псевдонима Нейре Нейир. Заедно с Бедия Мувахит се превръщат в първите мюсюлманки-актриси в Турция.
През следващата година Нейре Нейир взема участие във филма „Трагедия в Момината кула“ на Ертугрула. След кратък период на работа в театъра в Измир тя се завръща в Истанбул през 1924 г. и постъпва в театъра на Ертугрула. В следващите години Нейре Нейир започва да използва истинското си име Мюнире Еюп.
Пишейки статии в създаденото от Ертугрула през 1930 г. списание „Darülbedayi“, също така заема поста главен редактор. От 1941 година публикува в списание „Губи Sahne ve“ („Завеса и сцена“).

## Памет
В памет на актрисата в Бахчелиевлер има улица, която носи нейното име.